# Tele Tele
Tele Tele je český televizní pořad vysílaný na TV Nova v letech 2000–2007. Jeho autory byli Michal Suchánek a Richard Genzer, v pořadu též účinkovali Veronika Žilková, Josef Carda (později v roce 2007 Pavel Kikinčuk místo Josefa Cardy, kterému televize Nova zakázala v pořadu účinkovat). Pořad byl založen na parodování televizních pořadů a seriálů vysílaných TV Nova. Pořad Tele Tele byl vysílán od 16. února 2000 do 28. června 2007. Bez Josefa Cardy tomuto pořadu začala klesat sledovanost.
V září 2006 tehdejší generální ředitel TV Nova Petr Dvořák pořad zrušil i přesto, že herci měli smlouvy na další rok. Na začátku roku 2007 se pořad vrátil na obrazovky, ale Josef Carda po konci Tele Tele přijal nabídku od FTV Prima moderovat soutěžní pořad. K tomu měla TV Nova výhrady, že pracuje u konkurenční televize a nemohl v pořadu dále pokračovat. Na jeho místo přišel Pavel Kikinčuk, ale původní trojice uvedla, že už to bylo jiné a nebylo to ono. Sledovanost začala klesat kvůli nové sestavě a některé parodické scénky se pouze opakovaly.
Michal Suchánek v rozhovoru prozradil, že poslední roky mezi 2006-2007 už si nevěděl rady, jaké vtipy a parodie má psát do scénáře, tak na vlastní žádost společně herci pořad v roce 2007 ukončili.
Od 23. prosince 2012 je pořad reprízován na stanici Smíchov (Nova Fun). Na Slovensku vysílaly Tele Tele stanice TV JOJ, TV Dajto a TV Fooor.
31. prosince 2024 byl v rámci Silvestrovských Televizních novin odvysílán speciální díl pořadu. 

## Produkce
Pořad vznikl z iniciativy vedení TV Nova pod vedením generálního ředitele Vladimíra Železného. Inspirací pro scénář byl mimo jiné parodický pořad Die Wochenshow (1996–2002) německé televizní stanice Sat.1. V roce 2002 pořad získal cenu popularity ankety ANNO na stanici TV Nova. V roce 2003 pořad zvítězil v kategorii pořad roku v anketě TýTý.

## Parodované osobnosti
Seznam parodovaných osobností (herců, zpěváků a dalších)
| Parodie              | Originální jméno     | Herec/čka        |
| -------------------- | -------------------- | ---------------- |
| Karel Pologott       | Karel Gott           | Michal Suchánek  |
| Silona Čárková       | Ilona Csáková        | Veronika Žilková |
| Daniel Nekonečník    | Daniel Nekonečný     | Josef Carda      |
| Hanka Zetorová       | Hana Zagorová        | Veronika Žilková |
| Píchal Uschránek     | Michal Suchánek      | Michal Suchánek  |
| Milda Zemák          | Miloš Zeman          | Richard Genzer   |
| Péťa Pithrad         | Petr Pithart         | Michal Suchánek  |
| Věra Vychytilová     | Věra Chytilová       | Veronika Žilková |
| Janča Bobrošíková    | Jana Bobošíková      | Veronika Žilková |
| Vladimír Just Ne     | Vladimír Just        | Josef Carda      |
| Bukáš Baculík        | Lukáš Vaculík        | Richard Genzer   |
| Sagvan Profi         | Sagvan Tofi          | Michal Suchánek  |
| Pašo Fafejtl         | Vašo Patejdl         | Josef Carda      |
| Jožo Čuráž           | Jožo Ráž             | Michal Suchánek  |
| Zdeněk Srstka        | Zdeněk Srstka        | Josef Carda      |
| Píchal Čimčařík      | Michal Jančařík      | Josef Carda      |
| Káča Hromdohrachová  | Kateřina Hrachovcová | Veronika Žilková |
| Leoš Mažeš           | Leoš Mareš           | Josef Carda      |
| Horst Fuchs          | Horst Fuchs          | Josef Carda      |
| Lenka Udusilová      | Lenka Dusilová       | Veronika Žilková |
| Petr Tanvald         | Petr Kotvald         | Josef Carda      |
| Jáma ABCD            | Yemi A.D.            | Richard Genzer   |
| Helena Vondráčočková | Helena Vondráčková   | Veronika Žilková |
| Pověra Martinová     | Věra Martinová       | Veronika Žilková |
| Petr Plešanda        | Petr Janda           | Michal Suchánek  |
| Vladimír Pech        | Vladimír Čech        | Josef Carda      |
| Petra Buzková        | Petra Buzková        | Veronika Žilková |
| Petr Těhotný         | Petr Novotný         | Richard Genzer   |
| Franta Bingo Měch    | František Ringo Čech | Josef Carda      |
| Daniel Půlka         | Daniel Hůlka         | Michal Suchánek  |
| Pavel Skřítek        | Pavel Vítek          | Josef Carda      |
| Radim Ujel           | Radim Uzel           | Michal Suchánek  |

## Přehled řad
| Řada | Díly | Premiéra       | Premiéra          |
| Řada | Díly | První díl      | Poslední díl      |
| ---- | ---- | -------------- | ----------------- |
| 1    | 19   | 16. února 2000 | 21. června 2000   |
| 2    | 44   | 6. září 2000   | 25. června 2001   |
| 3    | 43   | 3. září 2001   | 8. července 2002  |
| 4    | 42   | 9. září 2002   | 23. června 2003   |
| 5    | 43   | 7. září 2003   | 4. července 2004  |
| 6    | 41   | 12. září 2004  | 3. července 2005  |
| 7    | 15   | 11. září 2005  | 18. prosince 2005 |
| 8    | 42   | 7. září 2006   | 28. června 2007   |

## Seznam dílů

### První řada (2000)
| Č. v pořadu        | Č. v řadě | Název   | Režie        | Scénář                          | Premiéra        | Prod. kód | Pořadí |
| ------------------ | --------- | ------- | ------------ | ------------------------------- | --------------- | --------- | ------ |
| 1                  | 2         | 1. díl  | Michael Čech | Richard Genzer, Michal Suchánek | 16. února 2000  | 101       | 1-01   |
| Pilotní díl pořadu |           |         |              |                                 |                 |           |        |
| 2                  | 2         | 2. díl  | Michael Čech | Richard Genzer, Michal Suchánek | 23. února 2000  | 102       | 1-02   |
| 3                  | 3         | 3. díl  | Michael Čech | Richard Genzer, Michal Suchánek | 1. března 2000  | 103       | 1-03   |
| 4                  | 4         | 4. díl  | Michael Čech | Richard Genzer, Michal Suchánek | 8. března 2000  | 104       | 1-04   |
| 5                  | 5         | 5. díl  | Michael Čech | Richard Genzer, Michal Suchánek | 15. března 2000 | 105       | 1-05   |
| 6                  | 6         | 6. díl  | Michael Čech | Richard Genzer, Michal Suchánek | 22. března 2000 | 106       | 1-06   |
| 7                  | 7         | 7. díl  | Michael Čech | Richard Genzer, Michal Suchánek | 29. března 2000 | 107       | 1-07   |
| 8                  | 8         | 8. díl  | Michael Čech | Richard Genzer, Michal Suchánek | 5. dubna 2000   | 108       | 1-08   |
| 9                  | 9         | 9. díl  | Michael Čech | Richard Genzer, Michal Suchánek | 12. dubna 2000  | 109       | 1-09   |
| 10                 | 10        | 10. díl | Michael Čech | Richard Genzer, Michal Suchánek | 19. dubna 2000  | 110       | 1-10   |
| 11                 | 11        | 11. díl | Michael Čech | Richard Genzer, Michal Suchánek | 26. dubna 2000  | 111       | 1-11   |
| 12                 | 12        | 12. díl | Michael Čech | Richard Genzer, Michal Suchánek | 3. května 2000  | 112       | 1-12   |
| 13                 | 13        | 13. díl | Michael Čech | Richard Genzer, Michal Suchánek | 10. května 2000 | 113       | 1-13   |
| 14                 | 14        | 14. díl | Michael Čech | Richard Genzer, Michal Suchánek | 17. května 2000 | 114       | 1-14   |
| 15                 | 15        | 15. díl | Michael Čech | Richard Genzer, Michal Suchánek | 24. května 2000 | 115       | 1-15   |
| 16                 | 16        | 16. díl | Michael Čech | Richard Genzer, Michal Suchánek | 31. května 2000 | 116       | 1-16   |
| 17                 | 17        | 17. díl | Michael Čech | Richard Genzer, Michal Suchánek | 7. června 2000  | 117       | 1-17   |
| 18                 | 18        | 18. díl | Michael Čech | Richard Genzer, Michal Suchánek | 14. června 2000 | 118       | 1-18   |
| 19                 | 19        | 19. díl | Michael Čech | Richard Genzer, Michal Suchánek | 21. června 2000 | 119       | 1-19   |

### Druhá řada (2000 - 2001)
| Č. v pořadu | Č. v řadě | Název           | Režie        | Scénář                          | Premiéra           | Prod. kód | Pořadí |
| ----------- | --------- | --------------- | ------------ | ------------------------------- | ------------------ | --------- | ------ |
| 20          | 1         | 20. díl         | Michael Čech | Richard Genzer, Michal Suchánek | 6. září 2000       | 201       | 2-01   |
| 21          | 2         | 21. díl         | Michael Čech | Richard Genzer, Michal Suchánek | 13. září 2000      | 202       | 2-02   |
| 22          | 3         | 22. díl         | Michael Čech | Richard Genzer, Michal Suchánek | 20. září 2000      | 203       | 2-03   |
| 23          | 4         | 23. díl         | Michael Čech | Richard Genzer, Michal Suchánek | 27. září 2000      | 204       | 2-04   |
| 24          | 5         | 24. díl         | Michael Čech | Richard Genzer, Michal Suchánek | 4. října 2000      | 205       | 2-05   |
| 25          | 6         | 25. díl         | Michael Čech | Richard Genzer, Michal Suchánek | 11. října 2000     | 206       | 2-06   |
| 26          | 7         | 26. díl         | Michael Čech | Richard Genzer, Michal Suchánek | 18. října 2000     | 207       | 2-07   |
| 27          | 8         | 27. díl         | Michael Čech | Richard Genzer, Michal Suchánek | 25. října 2000     | 208       | 2-08   |
| 28          | 9         | 28. díl         | Michael Čech | Richard Genzer, Michal Suchánek | 1. listopadu 2000  | 209       | 2-09   |
| 29          | 10        | 29. díl         | Michael Čech | Richard Genzer, Michal Suchánek | 8. listopadu 2000  | 210       | 2-10   |
| 30          | 11        | 30. díl         | Michael Čech | Richard Genzer, Michal Suchánek | 15. listopadu 2000 | 211       | 2-11   |
| 31          | 12        | 31. díl         | Michael Čech | Richard Genzer, Michal Suchánek | 22. listopadu 2000 | 212       | 2-12   |
| 32          | 13        | 32. díl         | Michael Čech | Richard Genzer, Michal Suchánek | 29. listopadu 2000 | 213       | 2-13   |
| 33          | 14        | 33. díl         | Michael Čech | Richard Genzer, Michal Suchánek | 6. prosince 2000   | 214       | 2-14   |
| 34          | 15        | 34. díl         | Michael Čech | Richard Genzer, Michal Suchánek | 13. prosince 2000  | 215       | 2-15   |
| 35          | 16        | 35. díl         | Michael Čech | Richard Genzer, Michal Suchánek | 20. prosince 2000  | 216       | 2-16   |
| Speciál     | 17        | Vánoční speciál | Michael Čech | Richard Genzer, Michal Suchánek | 26. prosince 2000  | 217       | 2-17   |
| Speciál     | 18        | Střihák č. 1    | Michael Čech | Richard Genzer, Michal Suchánek | 30. prosince 2000  | 218       | 2-18   |
| Speciál     | 19        | Střihák č. 2    | Michael Čech | Richard Genzer, Michal Suchánek | 31. prosince 2000  | 219       | 2-19   |
| 36          | 20        | 36. díl         | Michael Čech | Richard Genzer, Michal Suchánek | 8. ledna 2001      | 220       | 2-20   |
| 37          | 21        | 37. díl         | Michael Čech | Richard Genzer, Michal Suchánek | 15. ledna 2001     | 221       | 2-21   |
| 38          | 22        | 38. díl         | Michael Čech | Richard Genzer, Michal Suchánek | 22. ledna 2001     | 222       | 2-22   |
| 39          | 23        | 39. díl         | Michael Čech | Richard Genzer, Michal Suchánek | 29. ledna 2001     | 223       | 2-23   |
| 40          | 24        | 40. díl         | Michael Čech | Richard Genzer, Michal Suchánek | 5. února 2001      | 224       | 2-24   |
| 41          | 25        | 41. díl         | Michael Čech | Richard Genzer, Michal Suchánek | 12. února 2001     | 225       | 2-25   |
| 42          | 26        | 42. díl         | Michael Čech | Richard Genzer, Michal Suchánek | 19. února 2001     | 226       | 2-26   |
| 43          | 27        | 43. díl         | Michael Čech | Richard Genzer, Michal Suchánek | 26. února 2001     | 227       | 2-27   |
| 44          | 28        | 44. díl         | Michael Čech | Richard Genzer, Michal Suchánek | 5. března 2001     | 228       | 2-28   |
| 45          | 29        | 45. díl         | Michael Čech | Richard Genzer, Michal Suchánek | 12. března 2001    | 229       | 2-29   |
| 46          | 30        | 46. díl         | Michael Čech | Richard Genzer, Michal Suchánek | 19. března 2001    | 230       | 2-30   |
| 47          | 31        | 47. díl         | Michael Čech | Richard Genzer, Michal Suchánek | 26. března 2001    | 231       | 2-31   |
| 48          | 32        | 48. díl         | Michael Čech | Richard Genzer, Michal Suchánek | 2. dubna 2001      | 232       | 2-32   |
| 49          | 33        | 49. díl         | Michael Čech | Richard Genzer, Michal Suchánek | 9. dubna 2001      | 233       | 2-33   |
| 50          | 34        | 50. díl         | Michael Čech | Richard Genzer, Michal Suchánek | 16. dubna 2001     | 234       | 2-34   |
| 51          | 35        | 51. díl         | Michael Čech | Richard Genzer, Michal Suchánek | 23. dubna 2001     | 235       | 2-35   |
| 52          | 36        | 52. díl         | Michael Čech | Richard Genzer, Michal Suchánek | 30. dubna 2001     | 236       | 2-36   |
| 53          | 37        | 53. díl         | Michael Čech | Richard Genzer, Michal Suchánek | 7. května 2001     | 237       | 2-37   |
| 54          | 38        | 54. díl         | Michael Čech | Richard Genzer, Michal Suchánek | 14. května 2001    | 238       | 2-38   |
| 55          | 39        | 55. díl         | Michael Čech | Richard Genzer, Michal Suchánek | 21. května 2001    | 239       | 2-39   |
| 56          | 40        | 56. díl         | Michael Čech | Richard Genzer, Michal Suchánek | 28. května 2001    | 240       | 2-40   |
| 57          | 41        | 57. díl         | Michael Čech | Richard Genzer, Michal Suchánek | 4. června 2001     | 241       | 2-41   |
| 58          | 42        | 58. díl         | Michael Čech | Richard Genzer, Michal Suchánek | 11. června 2001    | 242       | 2-42   |
| 59          | 43        | 59. díl         | Michael Čech | Richard Genzer, Michal Suchánek | 18. června 2001    | 243       | 2-43   |
| 60          | 44        | 60. díl         | Michael Čech | Richard Genzer, Michal Suchánek | 25. června 2001    | 244       | 2-44   |

### Třetí řada (2001 - 2002)
| Č. v pořadu | Č. v řadě | Název                      | Režie        | Scénář                          | Premiéra           | Prod. kód | Pořadí |
| ----------- | --------- | -------------------------- | ------------ | ------------------------------- | ------------------ | --------- | ------ |
| 61          | 1         | 61. díl                    | Michael Čech | Richard Genzer, Michal Suchánek | 3. září 2001       | 301       | 3-01   |
| 62          | 2         | 62. díl                    | Michael Čech | Richard Genzer, Michal Suchánek | 10. září 2001      | 302       | 3-02   |
| 63          | 3         | 63. díl                    | Michael Čech | Richard Genzer, Michal Suchánek | 17. září 2001      | 303       | 3-03   |
| 64          | 4         | 64. díl                    | Michael Čech | Richard Genzer, Michal Suchánek | 24. září 2001      | 304       | 3-04   |
| 65          | 5         | 65. díl                    | Michael Čech | Richard Genzer, Michal Suchánek | 1. října 2001      | 305       | 3-05   |
| 66          | 6         | 66. díl                    | Michael Čech | Richard Genzer, Michal Suchánek | 8. října 2001      | 306       | 3-06   |
| 67          | 7         | 67. díl                    | Michael Čech | Richard Genzer, Michal Suchánek | 15. října 2001     | 307       | 3-07   |
| 68          | 8         | 68. díl                    | Michael Čech | Richard Genzer Michal Suchánek  | 22. října 2001     | 308       | 3-08   |
| 69          | 9         | 69. díl                    | Michael Čech | Richard Genzer, Michal Suchánek | 29. října 2001     | 309       | 3-09   |
| 70          | 10        | 70. díl                    | Michael Čech | Richard Genzer, Michal Suchánek | 5. listopadu 2001  | 310       | 3-10   |
| 71          | 11        | 71. díl                    | Michael Čech | Richard Genzer, Michal Suchánek | 12. listopadu 2001 | 311       | 3-11   |
| 72          | 12        | 72. díl                    | Michael Čech | Richard Genzer, Michal Suchánek | 19. listopadu 2001 | 312       | 3-12   |
| 73          | 13        | 73. díl                    | Michael Čech | Richard Genzer, Michal Suchánek | 26. listopadu 2001 | 313       | 3-13   |
| 74          | 14        | 74. díl                    | Michael Čech | Richard Genzer, Michal Suchánek | 3. prosince 2001   | 314       | 3-14   |
| 75          | 15        | 75. díl                    | Michael Čech | Richard Genzer, Michal Suchánek | 10. prosince 2001  | 315       | 3-15   |
| Speciál     | 16        | To nejhorší z Telenovin    | Michael Čech | Richard Genzer, Michal Suchánek | 17. prosince 2001  | 316       | 3-16   |
| Speciál     | 17        | Vánoční speciál            | Michael Čech | Richard Genzer, Michal Suchánek | 26. prosince 2001  | 317       | 3-17   |
| 76          | 18        | 76. díl                    | Michael Čech | Richard Genzer, Michal Suchánek | 7. ledna 2002      | 318       | 3-18   |
| 77          | 19        | 77. díl                    | Michael Čech | Richard Genzer, Michal Suchánek | 14. ledna 2002     | 319       | 3-19   |
| 78          | 20        | 78. díl                    | Michael Čech | Richard Genzer, Michal Suchánek | 21. ledna 2002     | 320       | 3-20   |
| 79          | 21        | 79. díl (Zlatý Tchoř 2002) | Michael Čech | Richard Genzer, Michal Suchánek | 28. ledna 2002     | 321       | 3-21   |
| Speciál     | 22        | Policejní speciál          | Michael Čech | Richard Genzer, Michal Suchánek | 4. února 2002      | 322       | 3-22   |
| Speciál     | 23        | Sportovní speciál          | Michael Čech | Richard Genzer, Michal Suchánek | 11. února 2002     | 323       | 3-23   |
| 80          | 24        | 80. díl                    | Michael Čech | Richard Genzer, Michal Suchánek | 18. února 2002     | 324       | 3-24   |
| 81          | 25        | 81. díl                    | Michael Čech | Richard Genzer, Michal Suchánek | 25. února 2002     | 325       | 3-25   |
| 82          | 26        | 82. díl                    | Michael Čech | Richard Genzer, Michal Suchánek | 4. března 2002     | 326       | 3-26   |
| 83          | 27        | 83. díl                    | Michael Čech | Richard Genzer, Michal Suchánek | 11. března 2002    | 327       | 3-27   |
| 84          | 28        | 84. díl                    | Michael Čech | Richard Genzer, Michal Suchánek | 18. března 2002    | 328       | 3-28   |
| 85          | 29        | 85. díl                    | Michael Čech | Richard Genzer, Michal Suchánek | 25. března 2002    | 329       | 3-29   |
| 86          | 30        | 86. díl                    | Michael Čech | Richard Genzer, Michal Suchánek | 8. dubna 2002      | 330       | 3-30   |
| 87          | 31        | 87. díl                    | Michael Čech | Richard Genzer, Michal Suchánek | 15. dubna 2002     | 331       | 3-31   |
| 88          | 32        | 88. díl                    | Michael Čech | Richard Genzer, Michal Suchánek | 22. dubna 2002     | 332       | 3-32   |
| 89          | 33        | 89. díl                    | Michael Čech | Richard Genzer, Michal Suchánek | 29. dubna 2002     | 333       | 3-33   |
| 90          | 34        | 90. díl                    | Michael Čech | Richard Genzer, Michal Suchánek | 6. května 2002     | 334       | 3-34   |
| 91          | 35        | 91. díl                    | Michael Čech | Richard Genzer, Michal Suchánek | 13. května 2002    | 335       | 3-35   |
| 92          | 36        | 92. díl                    | Michael Čech | Richard Genzer, Michal Suchánek | 20. května 2002    | 336       | 3-36   |
| 93          | 37        | 93. díl                    | Michael Čech | Richard Genzer, Michal Suchánek | 27. května 2002    | 337       | 3-37   |
| 94          | 38        | 94. díl                    | Michael Čech | Richard Genzer, Michal Suchánek | 3. června 2002     | 338       | 3-38   |
| 95          | 39        | 95. díl                    | Michael Čech | Richard Genzer, Michal Suchánek | 10. června 2002    | 339       | 3-39   |
| 96          | 40        | 96. díl                    | Michael Čech | Richard Genzer, Michal Suchánek | 17. června 2002    | 340       | 3-40   |
| 97          | 41        | 97. díl                    | Michael Čech | Richard Genzer, Michal Suchánek | 24. června 2002    | 341       | 3-41   |
| Speciál     | 42        | Sexuální speciál           | Michael Čech | Richard Genzer, Michal Suchánek | 1. července 2002   | 342       | 3-42   |
| Speciál     | 43        | Celebrity a jiné hvězdy    | Michael Čech | Richard Genzer, Michal Suchánek | 8. července 2002   | 343       | 3-43   |

### Čtvrtá řada (2002 - 2003)
| Č. v pořadu | Č. v řadě | Název                                                                        | Režie        | Scénář                          | Premiéra           | Prod. kód | Pořadí |
| ----------- | --------- | ---------------------------------------------------------------------------- | ------------ | ------------------------------- | ------------------ | --------- | ------ |
| 98          | 1         | 98. díl                                                                      | Michael Čech | Richard Genzer, Michal Suchánek | 9. září 2002       | 401       | 4-01   |
| 99          | 2         | 99. díl                                                                      | Michael Čech | Richard Genzer, Michal Suchánek | 16. září 2002      | 402       | 4-02   |
| 100         | 3         | 100. díl - (Speciál)                                                         | Michael Čech | Richard Genzer, Michal Suchánek | 23. září 2002      | 403       | 4-03   |
| 101         | 4         | 101. díl                                                                     | Michael Čech | Richard Genzer, Michal Suchánek | 30. září 2002      | 404       | 4-04   |
| 102         | 5         | 102. díl                                                                     | Michael Čech | Richard Genzer, Michal Suchánek | 7. října 2002      | 405       | 4-05   |
| 103         | 6         | 103. díl                                                                     | Michael Čech | Richard Genzer, Michal Suchánek | 14. října 2002     | 406       | 4-06   |
| 104         | 7         | 104. díl                                                                     | Michael Čech | Richard Genzer, Michal Suchánek | 21. října 2002     | 407       | 4-07   |
| 105         | 8         | 105. díl                                                                     | Michael Čech | Richard Genzer, Michal Suchánek | 28. října 2002     | 407       | 4-08   |
| 106         | 9         | 106. díl                                                                     | Michael Čech | Richard Genzer, Michal Suchánek | 4. listopadu 2002  | 409       | 4-09   |
| 107         | 10        | 107. díl                                                                     | Michael Čech | Richard Genzer, Michal Suchánek | 11. listopadu 2002 | 410       | 4-10   |
| 108         | 11        | 108. díl                                                                     | Michael Čech | Richard Genzer, Michal Suchánek | 18. listopadu 2002 | 411       | 4-11   |
| 109         | 12        | 109. díl                                                                     | Michael Čech | Richard Genzer, Michal Suchánek | 25. listopadu 2002 | 412       | 4-12   |
| 110         | 13        | 110. díl                                                                     | Michael Čech | Richard Genzer, Michal Suchánek | 2. prosince 2002   | 413       | 4-13   |
| 111         | 14        | 111. díl                                                                     | Michael Čech | Richard Genzer, Michal Suchánek | 9. prosince 2002   | 414       | 4-14   |
| 112         | 15        | 112. díl                                                                     | Michael Čech | Richard Genzer, Michal Suchánek | 16. prosince 2002  | 415       | 4-15   |
| Speciál     | 16        | Vánoční speciál                                                              | Michael Čech | Richard Genzer, Michal Suchánek | 23. prosince 2002  | 416       | 4-16   |
| Speciál     | 17        | Silvestrovský speciál                                                        | Michael Čech | Richard Genzer, Michal Suchánek | 30. prosince 2002  | 417       | 4-17   |
| 113         | 18        | 113. díl                                                                     | Michael Čech | Richard Genzer, Michal Suchánek | 6. ledna 2003      | 418       | 4-18   |
| 114         | 19        | 114. díl                                                                     | Michael Čech | Richard Genzer, Michal Suchánek | 13. ledna 2003     | 419       | 4-19   |
| 115         | 20        | 115. díl                                                                     | Michael Čech | Richard Genzer, Michal Suchánek | 20. ledna 2003     | 420       | 4-20   |
| 116         | 21        | 116. díl                                                                     | Michael Čech | Richard Genzer, Michal Suchánek | 27. ledna 2003     | 421       | 4-21   |
| 117         | 22        | 117. díl                                                                     | Ondřej Sokol | Richard Genzer, Michal Suchánek | 3. února 2003      | 422       | 4-22   |
| 118         | 23        | 118. díl                                                                     | Ondřej Sokol | Richard Genzer, Michal Suchánek | 10. února 2003     | 423       | 4-23   |
| 119         | 24        | 119. díl                                                                     | Ondřej Sokol | Richard Genzer, Michal Suchánek | 17. února 2003     | 424       | 4-24   |
| 120         | 25        | 120. díl                                                                     | Ondřej Sokol | Richard Genzer, Michal Suchánek | 24. února 2003     | 425       | 4-25   |
| 121         | 26        | 121. díl                                                                     | Ondřej Sokol | Richard Genzer, Michal Suchánek | 3. března 2003     | 426       | 4-26   |
| Speciál     | 27        | Sportovec roku 2003                                                          | Ondřej Sokol | Richard Genzer, Michal Suchánek | 10. března 2003    | 427       | 4-27   |
| 122         | 28        | 122. díl                                                                     | Ondřej Sokol | Richard Genzer, Michal Suchánek | 17. března 2003    | 428       | 4-28   |
| 123         | 29        | 123. díl                                                                     | Ondřej Sokol | Richard Genzer, Michal Suchánek | 24. března 2003    | 429       | 4-29   |
| 124         | 30        | 124. díl                                                                     | Ondřej Sokol | Richard Genzer, Michal Suchánek | 31. března 2003    | 430       | 4-30   |
| Speciál     | 31        | Zlatý Tchoř 2003                                                             | Ondřej Sokol | Richard Genzer, Michal Suchánek | 7. dubna 2003      | 431       | 4-31   |
| 125         | 32        | 125. díl                                                                     | Ondřej Sokol | Richard Genzer, Michal Suchánek | 14. dubna 2003     | 432       | 4-32   |
| 126         | 33        | 126. díl - (Velikonoční díl)                                                 | Ondřej Sokol | Richard Genzer, Michal Suchánek | 21. dubna 2003     | 433       | 4-33   |
| 127         | 34        | 127. díl                                                                     | Ondřej Sokol | Richard Genzer, Michal Suchánek | 28. dubna 2003     | 434       | 4-34   |
| Speciál     | 35        | Řez politickou scénou                                                        | Ondřej Sokol | Richard Genzer, Michal Suchánek | 5. května 2003     | 435       | 4-35   |
| 128         | 36        | 128. díl                                                                     | Ondřej Sokol | Richard Genzer, Michal Suchánek | 12. května 2003    | 436       | 4-36   |
| 129         | 37        | 129. díl                                                                     | Ondřej Sokol | Richard Genzer, Michal Suchánek | 19. května 2003    | 437       | 4-37   |
| 130         | 38        | 130. díl                                                                     | Ondřej Sokol | Richard Genzer, Michal Suchánek | 26. května 2003    | 438       | 4-38   |
| Speciál     | 39        | Nepovedené záběry (Opravdu může v demokracii na obrazovce vystupovat každý?) | Ondřej Sokol | Richard Genzer, Michal Suchánek | 2. června 2003     | 439       | 4-39   |
| 131         | 40        | 131. díl                                                                     | Ondřej Sokol | Richard Genzer, Michal Suchánek | 9. června 2003     | 440       | 4-40   |
| 132         | 41        | 132. díl                                                                     | Ondřej Sokol | Richard Genzer, Michal Suchánek | 16. června 2003    | 441       | 4-41   |
| 133         | 42        | 133. díl                                                                     | Ondřej Sokol | Richard Genzer, Michal Suchánek | 23. června 2003    | 442       | 4-42   |

### Pátá řada (2003 - 2004)
Nový vysílací čas - neděle
| Č. v pořadu | Č. v řadě | Název                           | Režie        | Scénář                          | Premiéra           | Prod. kód | Pořadí |
| ----------- | --------- | ------------------------------- | ------------ | ------------------------------- | ------------------ | --------- | ------ |
| 134         | 1         | 134. díl                        | Ondřej Sokol | Richard Genzer, Michal Suchánek | 7. září 2003       | 501       | 5-01   |
| 135         | 2         | 135. díl                        | Ondřej Sokol | Richard Genzer, Michal Suchánek | 14. září 2003      | 502       | 5-02   |
| 136         | 3         | 136. díl                        | Ondřej Sokol | Richard Genzer, Michal Suchánek | 21. září 2003      | 503       | 5-03   |
| 137         | 4         | 137. díl                        | Ondřej Sokol | Richard Genzer, Michal Suchánek | 28. září 2003      | 504       | 5-04   |
| 138         | 5         | 138. díl                        | Ondřej Sokol | Richard Genzer, Michal Suchánek | 5. října 2003      | 505       | 5-05   |
| 139         | 6         | 139. díl                        | Ondřej Sokol | Richard Genzer, Michal Suchánek | 12. října 2003     | 506       | 5-06   |
| 140         | 7         | 140. díl                        | Ondřej Sokol | Richard Genzer, Michal Suchánek | 19. října 2003     | 507       | 5-07   |
| 141         | 8         | 141. díl                        | Ondřej Sokol | Richard Genzer, Michal Suchánek | 26. října 2003     | 508       | 5-08   |
| 142         | 9         | 142. díl                        | Ondřej Sokol | Richard Genzer, Michal Suchánek | 2. listopadu 2003  | 509       | 5-09   |
| 143         | 10        | 143. díl                        | Ondřej Sokol | Richard Genzer, Michal Suchánek | 9. listopadu 2003  | 510       | 5-10   |
| 144         | 11        | 144. díl                        | Ondřej Sokol | Richard Genzer, Michal Suchánek | 16. listopadu 2003 | 511       | 5-11   |
| 145         | 12        | 145. díl                        | Ondřej Sokol | Richard Genzer, Michal Suchánek | 23. listopadu 2003 | 512       | 5-12   |
| 146         | 13        | 146. díl                        | Ondřej Sokol | Richard Genzer, Michal Suchánek | 30. listopadu 2003 | 513       | 5-13   |
| 147         | 14        | 147. díl                        | Ondřej Sokol | Richard Genzer, Michal Suchánek | 7. prosince 2003   | 514       | 5-14   |
| 148         | 15        | 148. díl                        | Ondřej Sokol | Richard Genzer, Michal Suchánek | 14. prosince 2003  | 515       | 5-15   |
| Speciál     | 16        | Silvestr 2003                   | Ondřej Sokol | Richard Genzer, Michal Suchánek | 31. prosince 2003  | 516       | 5-16   |
| 149         | 17        | 149. díl                        | Ondřej Sokol | Richard Genzer, Michal Suchánek | 4. ledna 2004      | 517       | 5-17   |
| 150         | 18        | 150. díl                        | Ondřej Sokol | Richard Genzer, Michal Suchánek | 11. ledna 2004     | 518       | 5-18   |
| 151         | 19        | 151. díl                        | Ondřej Sokol | Richard Genzer, Michal Suchánek | 18. ledna 2004     | 519       | 5-19   |
| 152         | 20        | 152. díl                        | Ondřej Sokol | Richard Genzer, Michal Suchánek | 25. ledna 2004     | 520       | 5-20   |
| 153         | 21        | 153. díl                        | Ondřej Sokol | Richard Genzer, Michal Suchánek | 1. února 2004      | 521       | 5-21   |
| 154         | 22        | 154. díl                        | Ondřej Sokol | Richard Genzer, Michal Suchánek | 8. února 2004      | 522       | 5-22   |
| 155         | 23        | 155. díl                        | Ondřej Sokol | Richard Genzer, Michal Suchánek | 15. února 2004     | 523       | 5-23   |
| 156         | 24        | 156. díl                        | Ondřej Sokol | Richard Genzer, Michal Suchánek | 22. února 2004     | 524       | 5-24   |
| 157         | 25        | 157. díl                        | Ondřej Sokol | Richard Genzer, Michal Suchánek | 29. února 2004     | 525       | 5-25   |
| 158         | 26        | 158. díl                        | Ondřej Sokol | Richard Genzer, Michal Suchánek | 7. března 2004     | 526       | 5-26   |
| 159         | 27        | 159. díl                        | Ondřej Sokol | Richard Genzer, Michal Suchánek | 14. března 2004    | 527       | 5-27   |
| 160         | 28        | 160. díl                        | Ondřej Sokol | Richard Genzer, Michal Suchánek | 21. března 2004    | 528       | 5-28   |
| 161         | 29        | 161. díl                        | Ondřej Sokol | Richard Genzer, Michal Suchánek | 28. března 2004    | 529       | 5-29   |
| 162         | 30        | 162. díl                        | Ondřej Sokol | Richard Genzer, Michal Suchánek | 4. dubna 2004      | 530       | 5-30   |
| 163         | 31        | 163. díl                        | Ondřej Sokol | Richard Genzer, Michal Suchánek | 11. dubna 2004     | 531       | 5-31   |
| 164         | 32        | 164. díl                        | Ondřej Sokol | Richard Genzer, Michal Suchánek | 18. dubna 2004     | 532       | 5-32   |
| 165         | 33        | 165. díl                        | Ondřej Sokol | Richard Genzer, Michal Suchánek | 25. dubna 2004     | 533       | 5-33   |
| 166         | 34        | 166. díl                        | Ondřej Sokol | Richard Genzer, Michal Suchánek | 2. května 2004     | 534       | 5-34   |
| Speciál     | 35        | Milada Kopečková - žena a matka | Ondřej Sokol | Richard Genzer, Michal Suchánek | 9. května 2004     | 535       | 5-35   |
| 167         | 36        | 167. díl                        | Ondřej Sokol | Richard Genzer, Michal Suchánek | 16. května 2004    | 536       | 5-36   |
| 168         | 37        | 168. díl                        | Ondřej Sokol | Richard Genzer, Michal Suchánek | 23. května 2004    | 537       | 5-37   |
| 169         | 38        | 169. díl                        | Ondřej Sokol | Richard Genzer, Michal Suchánek | 30. května 2004    | 538       | 5-38   |
| 170         | 39        | 170. díl                        | Ondřej Sokol | Richard Genzer, Michal Suchánek | 6. června 2004     | 539       | 5-39   |
| 171         | 40        | 171. díl                        | Ondřej Sokol | Richard Genzer, Michal Suchánek | 13. června 2004    | 540       | 5-40   |
| 172         | 41        | 172. díl                        | Ondřej Sokol | Richard Genzer, Michal Suchánek | 20. června 2004    | 541       | 5-41   |
| 173         | 42        | 173. díl                        | Ondřej Sokol | Richard Genzer, Michal Suchánek | 27. června 2004    | 542       | 5-42   |
| Speciál     | 43        | Jak se točí Teleblbís           | Ondřej Sokol | Richard Genzer, Michal Suchánek | 4. července 2004   | 543       | 5-43   |

### Šestá řada (2004 - 2005)
| Č. v pořadu                                                   | Č. v řadě | Název    | Režie        | Scénář                          | Premiéra           | Prod. kód | Pořadí |
| ------------------------------------------------------------- | --------- | -------- | ------------ | ------------------------------- | ------------------ | --------- | ------ |
| 174                                                           | 1         | 174. díl | Ondřej Sokol | Richard Genzer, Michal Suchánek | 12. září 2004      | 601       | 6-01   |
| 175                                                           | 2         | 175. díl | Ondřej Sokol | Richard Genzer, Michal Suchánek | 19. září 2004      | 602       | 6-02   |
| 176                                                           | 3         | 176. díl | Ondřej Sokol | Richard Genzer, Michal Suchánek | 26. září 2004      | 603       | 6-03   |
| Speciál                                                       | 4         | Speciál  | Ondřej Sokol | Richard Genzer, Michal Suchánek | 3. října 2004      | 604       | 6-04   |
| Sláva českým podnikatelům!                                    |           |          |              |                                 |                    |           |        |
| 177                                                           | 5         | 177. díl | Ondřej Sokol | Richard Genzer, Michal Suchánek | 10. října 2004     | 605       | 6-05   |
| 178                                                           | 6         | 178. díl | Ondřej Sokol | Richard Genzer, Michal Suchánek | 17. října 2004     | 606       | 6-06   |
| 179                                                           | 7         | 179. díl | Ondřej Sokol | Richard Genzer, Michal Suchánek | 24. října 2004     | 607       | 6-07   |
| 180                                                           | 8         | 180. díl | Ondřej Sokol | Richard Genzer, Michal Suchánek | 31. října 2004     | 608       | 6-08   |
| 181                                                           | 9         | 181. díl | Ondřej Sokol | Richard Genzer, Michal Suchánek | 7. listopadu 2004  | 609       | 6-09   |
| 182                                                           | 10        | 182. díl | Ondřej Sokol | Richard Genzer, Michal Suchánek | 14. listopadu 2004 | 610       | 6-10   |
| 183                                                           | 11        | 183. díl | Ondřej Sokol | Richard Genzer, Michal Suchánek | 21. listopadu 2004 | 611       | 6-11   |
| 184                                                           | 12        | 183. díl | Ondřej Sokol | Richard Genzer, Michal Suchánek | 28. listopadu 2004 | 612       | 6-12   |
| 185                                                           | 13        | 184. díl | Ondřej Sokol | Richard Genzer, Michal Suchánek | 5. prosince 2004   | 613       | 6-13   |
| 186                                                           | 14        | 186. díl | Ondřej Sokol | Richard Genzer, Michal Suchánek | 12. prosince 2004  | 614       | 6-14   |
| 187                                                           | 15        | 187. díl | Ondřej Sokol | Richard Genzer, Michal Suchánek | 19. prosince 2004  | 615       | 6-15   |
| Speciál                                                       | 16        | Speciál  | Ondřej Sokol | Richard Genzer, Michal Suchánek | 24. prosince 2004  | 616       | 6-16   |
| Vánoční nadílka                                               |           |          |              |                                 |                    |           |        |
| Speciál                                                       | 17        | Speciál  | Ondřej Sokol | Richard Genzer, Michal Suchánek | 9. ledna 2005      | 617       | 6-17   |
| Dobrý večer u Prtků                                           |           |          |              |                                 |                    |           |        |
| 188                                                           | 18        | 188. díl | Ondřej Sokol | Richard Genzer, Michal Suchánek | 16. ledna 2005     | 618       | 6-18   |
| 189                                                           | 19        | 189. díl | Ondřej Sokol | Richard Genzer, Michal Suchánek | 23. ledna 2005     | 619       | 6-19   |
| 190                                                           | 20        | 190. díl | Ondřej Sokol | Richard Genzer, Michal Suchánek | 30. ledna 2005     | 620       | 6-20   |
| 191                                                           | 21        | 191. díl | Ondřej Sokol | Richard Genzer, Michal Suchánek | 6. února 2005      | 621       | 6-21   |
| 192                                                           | 22        | 192. díl | Ondřej Sokol | Richard Genzer, Michal Suchánek | 13. února 2005     | 622       | 6-22   |
| 193                                                           | 23        | 193. díl | Ondřej Sokol | Richard Genzer, Michal Suchánek | 20. února 2005     | 623       | 6-23   |
| 194                                                           | 24        | 194. díl | Ondřej Sokol | Richard Genzer, Michal Suchánek | 27. února 2005     | 624       | 6-24   |
| Reklamace 2005 (díl byl natočen v ateliéru pořadu Eso (pořad) |           |          |              |                                 |                    |           |        |
| 195                                                           | 25        | 195. díl | Ondřej Sokol | Richard Genzer, Michal Suchánek | 6. března 2005     | 625       | 6-25   |
| 196                                                           | 26        | 196. díl | Ondřej Sokol | Richard Genzer, Michal Suchánek | 13. března 2005    | 626       | 6-26   |
| 197                                                           | 27        | 197. díl | Ondřej Sokol | Richard Genzer, Michal Suchánek | 20. března 2005    | 627       | 6-27   |
| 198                                                           | 28        | 198. díl | Ondřej Sokol | Richard Genzer, Michal Suchánek | 27. března 2005    | 628       | 6-28   |
| 199                                                           | 29        | 199. díl | Ondřej Sokol | Richard Genzer, Michal Suchánek | 3. dubna 2005      | 629       | 6-29   |
| 200                                                           | 30        | 200. díl | Ondřej Sokol | Richard Genzer, Michal Suchánek | 10. dubna 2005     | 630       | 6-30   |
| Zlatý Tchoř 2005                                              |           |          |              |                                 |                    |           |        |
| 201                                                           | 31        | 201. díl | Ondřej Sokol | Richard Genzer, Michal Suchánek | 17. dubna 2005     | 631       | 6-31   |
| 202                                                           | 32        | 202. díl | Ondřej Sokol | Richard Genzer, Michal Suchánek | 24. dubna 2005     | 632       | 6-32   |
| 203                                                           | 33        | 203. díl | Ondřej Sokol | Richard Genzer, Michal Suchánek | 1. května 2005     | 633       | 6-33   |
| 204                                                           | 34        | 204. díl | Ondřej Sokol | Richard Genzer, Michal Suchánek | 8. května 2005     | 634       | 6-34   |
| 205                                                           | 35        | 205. díl | Ondřej Sokol | Richard Genzer, Michal Suchánek | 15. května 2005    | 635       | 6-35   |
| 206                                                           | 36        | 206. díl | Ondřej Sokol | Richard Genzer, Michal Suchánek | 22. května 2005    | 636       | 6-36   |
| 207                                                           | 37        | 207. díl | Ondřej Sokol | Richard Genzer, Michal Suchánek | 29. května 2005    | 637       | 6-37   |
| 208                                                           | 38        | 208. díl | Ondřej Sokol | Richard Genzer, Michal Suchánek | 5. června 2005     | 638       | 6-38   |
| 209                                                           | 39        | 209. díl | Ondřej Sokol | Richard Genzer, Michal Suchánek | 12. června 2005    | 639       | 6-39   |
| 210                                                           | 40        | 210. díl | Ondřej Sokol | Richard Genzer, Michal Suchánek | 19. června 2005    | 640       | 6-40   |
| Speciál                                                       | 40        | Speciál  | Ondřej Sokol | Richard Genzer, Michal Suchánek | 26. června 2005    | 640       | 6-40   |
| Zastaveníčko                                                  |           |          |              |                                 |                    |           |        |
| Speciál                                                       | 41        | Speciál  | Ondřej Sokol | Richard Genzer, Michal Suchánek | 3. července 2005   | 641       | 6-41   |
| Letní střihák                                                 |           |          |              |                                 |                    |           |        |

### Sedmá řada (2005)
| Č. v pořadu         | Č. v řadě | Název    | Režie        | Scénář                         | Premiéra           | Prod. kód | Pořadí |
| ------------------- | --------- | -------- | ------------ | ------------------------------ | ------------------ | --------- | ------ |
| 211                 | 1         | 211. díl | Ondřej Sokol | Richard Genzer Michal Suchánek | 11. září 2005      | 701       | 7-01   |
| 212                 | 2         | 212. díl | Ondřej Sokol | Richard Genzer Michal Suchánek | 18. září 2005      | 702       | 7-02   |
| 213                 | 3         | 213. díl | Ondřej Sokol | Richard Genzer Michal Suchánek | 25. září 2005      | 703       | 7-03   |
| 214                 | 4         | 214. díl | Ondřej Sokol | Richard Genzer Michal Suchánek | 2. října 2005      | 704       | 7-04   |
| 215                 | 5         | 215. díl | Ondřej Sokol | Richard Genzer Michal Suchánek | 9. října 2005      | 705       | 7-05   |
| 216                 | 6         | 216. díl | Ondřej Sokol | Richard Genzer Michal Suchánek | 16. října 2005     | 706       | 7-06   |
| 217                 | 7         | 217. díl | Ondřej Sokol | Richard Genzer Michal Suchánek | 23. října 2005     | 707       | 7-07   |
| 218                 | 8         | 218. díl | Ondřej Sokol | Richard Genzer Michal Suchánek | 30. října 2005     | 708       | 7-08   |
| Votvírák na všechno |           |          |              |                                |                    |           |        |
| 219                 | 9         | 219. díl | Ondřej Sokol | Richard Genzer Michal Suchánek | 6. listopadu 2005  | 709       | 7-09   |
| 220                 | 10        | 220. díl | Ondřej Sokol | Richard Genzer Michal Suchánek | 13. listopadu 2005 | 710       | 7-10   |
| 221                 | 11        | 221. díl | Ondřej Sokol | Richard Genzer Michal Suchánek | 20. listopadu 2005 | 711       | 7-11   |
| 222                 | 12        | 222. díl | Ondřej Sokol | Richard Genzer Michal Suchánek | 27. listopadu 2005 | 712       | 7-12   |
| 223                 | 13        | 223. díl | Ondřej Sokol | Richard Genzer Michal Suchánek | 4. prosince 2005   | 713       | 7-13   |
| 224                 | 14        | 224. díl | Ondřej Sokol | Richard Genzer Michal Suchánek | 11. prosince 2005  | 714       | 7-14   |
| 225                 | 15        | 225. díl | Ondřej Sokol | Richard Genzer Michal Suchánek | 18. prosince 2005  | 715       | 7-15   |

### Osmá řada (2006 - 2007)
Nový vysílací čas - čtvrtek
| Č. v pořadu                       | Č. v řadě | Název    | Režie        | Scénář                         | Premiéra           | Prod. kód | Pořadí |
| --------------------------------- | --------- | -------- | ------------ | ------------------------------ | ------------------ | --------- | ------ |
| 226                               | 1         | 226. díl | Zdeněk Suchý | Richard Genzer Michal Suchánek | 7. září 2006       | 801       | 8-01   |
| 227                               | 2         | 227. díl | Zdeněk Suchý | Richard Genzer Michal Suchánek | 14. září 2006      | 802       | 8-02   |
| 228                               | 3         | 228. díl | Zdeněk Suchý | Richard Genzer Michal Suchánek | 21. září 2006      | 803       | 8-03   |
| 229                               | 4         | 229. díl | Zdeněk Suchý | Richard Genzer Michal Suchánek | 28. září 2006      | 804       | 8-04   |
| 230                               | 5         | 230. díl | Zdeněk Suchý | Richard Genzer Michal Suchánek | 5. října 2006      | 805       | 8-05   |
| 231                               | 6         | 231. díl | Zdeněk Suchý | Richard Genzer Michal Suchánek | 12. října 2006     | 806       | 8-06   |
| 232                               | 7         | 232. díl | Zdeněk Suchý | Richard Genzer Michal Suchánek | 19. října 2006     | 807       | 8-07   |
| 233                               | 8         | 233. díl | Zdeněk Suchý | Richard Genzer Michal Suchánek | 26. října 2006     | 808       | 8-08   |
| 234                               | 9         | 234. díl | Zdeněk Suchý | Richard Genzer Michal Suchánek | 2. listopadu 2006  | 809       | 8-09   |
| 235                               | 10        | 235. díl | Zdeněk Suchý | Richard Genzer Michal Suchánek | 9. listopadu 2006  | 810       | 8-10   |
| 236                               | 11        | 236. díl | Zdeněk Suchý | Richard Genzer Michal Suchánek | 16. listopadu 2006 | 811       | 8-11   |
| 237                               | 12        | 237. díl | Zdeněk Suchý | Richard Genzer Michal Suchánek | 23. listopadu 2006 | 812       | 8-12   |
| 238                               | 13        | 238. díl | Zdeněk Suchý | Richard Genzer Michal Suchánek | 30. listopadu 2006 | 813       | 8-13   |
| 239                               | 14        | 239. díl | Zdeněk Suchý | Richard Genzer Michal Suchánek | 7. prosince 2006   | 814       | 8-14   |
| 240                               | 15        | 240. díl | Zdeněk Suchý | Richard Genzer Michal Suchánek | 14. prosince 2006  | 815       | 8-15   |
| 241                               | 16        | 241. díl | Zdeněk Suchý | Richard Genzer Michal Suchánek | 21. prosince 2006  | 816       | 8-16   |
| Vánoční speciál                   |           |          |              |                                |                    |           |        |
| 242                               | 17        | 242. díl | Zdeněk Suchý | Richard Genzer Michal Suchánek | 4. ledna 2007      | 817       | 8-17   |
| Vzpomínky na prvních 7 let pořadu |           |          |              |                                |                    |           |        |
| 243                               | 18        | 243. díl | Zdeněk Suchý | Richard Genzer Michal Suchánek | 11. ledna 2007     | 818       | 8-18   |
| 244                               | 19        | 244. díl | Zdeněk Suchý | Richard Genzer Michal Suchánek | 18. ledna 2007     | 819       | 8-19   |
| Sportovní speciál                 |           |          |              |                                |                    |           |        |
| 245                               | 20        | 245. díl | Zdeněk Suchý | Richard Genzer Michal Suchánek | 25. ledna 2007     | 820       | 8-20   |
| 246                               | 21        | 246. díl | Zdeněk Suchý | Richard Genzer Michal Suchánek | 1. února 2007      | 821       | 8-21   |
| 247                               | 22        | 247. díl | Zdeněk Suchý | Richard Genzer Michal Suchánek | 8. února 2007      | 822       | 8-22   |
| 248                               | 23        | 248. díl | Zdeněk Suchý | Richard Genzer Michal Suchánek | 15. února 2007     | 823       | 8-23   |
| 249                               | 24        | 249. díl | Zdeněk Suchý | Richard Genzer Michal Suchánek | 22. února 2007     | 824       | 8-24   |
| Poslední díl s Josefem Cardou     |           |          |              |                                |                    |           |        |
| 250                               | 25        | 250. díl | Zdeněk Suchý | Richard Genzer Michal Suchánek | 1. března 2007     | 825       | 8-25   |
| První díl s Pavlem Kikinčukem     |           |          |              |                                |                    |           |        |
| 251                               | 26        | 251. díl | Zdeněk Suchý | Richard Genzer Michal Suchánek | 8. března 2007     | 826       | 8-26   |
| 252                               | 27        | 252. díl | Zdeněk Suchý | Richard Genzer Michal Suchánek | 15. března 2007    | 827       | 8-27   |
| 253                               | 28        | 253. díl | Zdeněk Suchý | Richard Genzer Michal Suchánek | 22. března 2007    | 828       | 8-28   |
| 254                               | 29        | 253. díl | Zdeněk Suchý | Richard Genzer Michal Suchánek | 29. března 2007    | 829       | 8-29   |
| 255                               | 30        | 254. díl | Zdeněk Suchý | Richard Genzer Michal Suchánek | 5. dubna 2007      | 830       | 8-30   |
| 256                               | 31        | 255. díl | Zdeněk Suchý | Richard Genzer Michal Suchánek | 12. dubna 2007     | 831       | 8-31   |
| 257                               | 32        | 257. díl | Zdeněk Suchý | Richard Genzer Michal Suchánek | 19. dubna 2007     | 832       | 8-32   |
| 258                               | 33        | 257. díl | Zdeněk Suchý | Richard Genzer Michal Suchánek | 26. dubna 2007     | 833       | 8-33   |
| 259                               | 34        | 259. díl | Zdeněk Suchý | Richard Genzer Michal Suchánek | 3. května 2007     | 834       | 8-34   |
| 260                               | 35        | 260. díl | Zdeněk Suchý | Richard Genzer Michal Suchánek | 10. května 2007    | 835       | 8-35   |
| 261                               | 36        | 261. díl | Zdeněk Suchý | Richard Genzer Michal Suchánek | 17. května 2007    | 836       | 8-36   |
| 262                               | 37        | 262. díl | Zdeněk Suchý | Richard Genzer Michal Suchánek | 24. května 2007    | 837       | 8-37   |
| 263                               | 38        | 263. díl | Zdeněk Suchý | Richard Genzer Michal Suchánek | 31. května 2007    | 838       | 8-38   |
| 264                               | 39        | 264. díl | Zdeněk Suchý | Richard Genzer Michal Suchánek | 7. června 2007     | 839       | 8-39   |
| 265                               | 40        | 265. díl | Zdeněk Suchý | Richard Genzer Michal Suchánek | 14. června 2007    | 840       | 8-40   |
| 266                               | 41        | 266. díl | Zdeněk Suchý | Richard Genzer Michal Suchánek | 21. června 2007    | 841       | 8-41   |
| 267                               | 42        | 267. díl | Zdeněk Suchý | Richard Genzer Michal Suchánek | 28. června 2007    | 842       | 8-42   |
| Poslední díl pořadu               |           |          |              |                                |                    |           |        |

## Vysílání
- 1. řada (2000) - 19 dílů
- 2. řada (2000 - 2001) - 44 dílů
- 3. řada (2001 - 2002) - 43 dílů
- 4. řada (2002 - 2003) - 42 dílů
- 5. řada (2003 - 2004) - 43 dílů
- 6. řada (2004 - 2005) - 41 dílů
- 7. řada (2005) - 15 dílů
- 8. řada (2006 - 2007) - 43 dílů

## Pořady Tele Tele
| Pořad                               | Originální pořad                  | Poznámky                                   |
| ----------------------------------- | --------------------------------- | ------------------------------------------ |
| 12 čili dvanáctka                   | Sedm čili 7 dní, později Sedmička |                                            |
| Ad Aktovka                          |                                   | Pátrání po zločincích s mjr. Bombajem      |
| Archivní tajemství                  | Hledání ztraceného času           |                                            |
| Bajvoč                              | Pobřežní hlídka (Baywatch)        |                                            |
| Bonz                                | Prásk                             |                                            |
| Cucurucuců                          | latinskoamerické telenovely       | scénář: František Ringo Čech               |
| Čistírna                            | Věštírna                          |                                            |
| Gilotýn                             | Gilotína                          |                                            |
| Hoňo Froňo                          | Hogo Fogo                         |                                            |
| Hitparáda Spodek                    | Eso                               |                                            |
| Chcete být bankrotářem?             | Chcete být milionářem?            |                                            |
| Kolotoč                             | Kolotoč                           |                                            |
| Kopečkovic                          | Nováci                            |                                            |
| Kosočtveráci                        | Čtveráci                          |                                            |
| Kronika přátelství Zbyška a Ctirada |                                   |                                            |
| Luxfery                             |                                   | (diskusní pořad)                           |
| Na vlastní bulvy                    | Na vlastní oči                    |                                            |
| Nalejto                             | Natočto!                          |                                            |
| Nejsrabší, máte padáka !            | Nejslabší! Máte padáka!           |                                            |
| Občanský Jouda                      | Občanské judo                     |                                            |
| Pepiny                              | Střepiny                          |                                            |
| Příběhy blondýnky Laděny            |                                   |                                            |
| Putování s Horynou                  | Přátelé Zeleného údolí            |                                            |
| Pytel                               | Kotel                             |                                            |
| Rady ptáka Votvíráka                | Rady ptáka Loskutáka              |                                            |
| Rejžuj                              | Riskuj                            |                                            |
| Řetko                               | Áčko                              |                                            |
| Silvestr ve Slaném                  | Silvestrovské pořady              | Pořad se natáčel v Městském divadle Slaný. |
| Snídaně s nohou                     | Snídaně s Novou                   |                                            |
| South Prag                          | Městečko South Park               |                                            |
| Spich                               | Rande                             |                                            |
| Tabůůů                              | Tabu                              |                                            |
| Telekrám                            | Teleshopping                      |                                            |
| Telenoviny                          | Televizní noviny                  | Případně účinkují jiné postavy z pořadu.   |
| Tě péro                             | Peříčko                           |                                            |
| Teleblbís                           | Teletubbies                       |                                            |
| To je vražda, nachcala              | To je vražda, napsala             |                                            |
| Uculelembo                          | Columbo                           |                                            |
| Úřad Vládi                          | Jistě, pane premiére              | pořad parodující vládu                     |
| Volejte ředitelům                   | Volejte řediteli                  |                                            |
| Vox pokulích                        | Vox populi                        |                                            |
| Vycházkové pologottky               |                                   |                                            |
| Zavářka                             |                                   |                                            |
| Žraso                               |                                   |                                            |

## Účinkující

### Hlavní role

#### Michal Suchánek (2000–2007)
- Michal Suchánek (sám sebe jako moderátor Telenovin)
- Ctirad Macháně
- premiér Vláďa Hluk
- Robin Rameno
- Jarda Kopeček
- Karel Gott
- Vladimír Vypáral
- Tom „Pičus“
- Fanda Trotl
- Gustav Havel
- Jiří Váchal
- Pavlík
- Milan Šedivý
- Martin Čumpelík
- Brendn
- Uculelembo
- Pan Patlal
- Krišot
- Pepča Hlína
- Bohomil Prtko
- Strejda Ilčík alias Iljušin
- Don Poblítos
- Voloďa Cangasero
- La la
- Šerif
- Václav Havel
- Viktor Mráz
- Johan Klinč
- James Blond

#### Richard Genzer (2000–2007)
- Richard Genzer (sám sebe jako moderátor Telenovin)
- Petr Těhotný
- mjr. Bohuslav Bombaj
- Zbyšek Nývlt
- ministr Mohyla
- Pan Mastil
- Karel Holas
- Bukáš Vaculík
- Náměstek ministryně školství Karel Kálaz
- Robert Skála
- Šimon Pánev
- Štefan Margita
- Milada Kopečková
- Přemet Prkenná Podlaha
- Jáma ABCD
- Jeremy Novotný
- Horyna
- Bob „Šourek“
- Dylen
- Šmejkal
- Velitel
- Mlčoch
- Michal Běloušek
- Mistr Marian
- Honza Vševěd
- Břét'a
- Pavel Maršoun
- Dona Pičunda Blanka
- Gustav Sadílek
- Dipsy

#### Josef Carda (2000–2007)
- Carda Retarda (sporťák)
- Marcel Kopeček
- poradce Netřesk
- Jiří Popkorn
- Stýv
- Pan Bouřda
- Bradek Kohn
- Bezejmenný moderátor diskusního pořadu Luxfery
- Evžen
- Erazim Kozel
- Pavel Skřítek
- Felix Slováček
- Tykva Bukvatyr
- Vlasta Brhel alias Sajrajt
- Zachariáš Kule
- Pančo Villa
- Vladimír Pech
- Doktor Burritos
- Don Maccupiccu
- Petr Tanvald
- Vladimír Just Ne
- Evžen Jouda
- Tinky binky

#### Veronika Žilková (2000–2007)
- paní Veronika
- Olga Žilková
- Alena Šeredová
- poslankyně Hodinová
- Dagmar Havlová
- Marta Kubišová
- mjr. Bombajová, manželka mjr. Bohuslava Bombaja
- Pavlínka Kopečková
- Pověra Martinová
- paní Blažková
- Silona Čechoslováková
- Helena Vondráčočková
- Hanka Zetorová
- Hanka Sadílková
- slečna Padavá
- Fenka Filipová
- Dana Záprdková
- Kateřina Hromdohrachová
- Blondýnka Laděna
- Broňa Polonézová
- Bobršíková
- Brikyta
- Helena Joudová
- Jasica Felčarová
- Jarmila Kratochvílová
- Jarka Untermilerová
- Holina Obrovská
- Jitka Zelenina
- Ministryně Zasoučkovaná
- Marcela Blánová Hlávková
- Mirka Spáčilová
- Miriam Hlínová
- Marie Fotrová
- Marie Vejvodová
- Kely
- Venuše Prudká
- Vendula
- Lenka Udusilová
- Ling Vyhul
- Petra Buzková
- doktorka Mirka Vousatá
- Vendula Maněrová alias Rádio
- Vlasta Prudká
- poslankyně Hodinová
- Dr. Libuše Bosraná
- Tisková mluvčí pivovaru
- Marie Šmajkalová
- Mega stár Ivanka
- stará Machatka
- Slečna Prsatá
- Cucurucuců
- Ivana Gottová
- Zdenka Svobodová řidička tramvaje
- Majka
- Olinka Píšková
- Po

#### Pavel Kikinčuk (2007)
- Květoslav Untermiller (Květa)
- Pavel Šprajcl

#### Vedlejší role
V pořadu vystupovali krom jiných také, Kateřina Hrachovcová, Lenka Filipová, Ondřej Sokol, Daniel Valli, Josef Vojtek, Jiří Korn, Josef Klíma, Radek John.

#### Hlavní postavy
- Michal Suchánek – Michal Suchánek (Moderátor Telenovin)
- Richard Genzer – Richard Genzer (Moderátor Telenovin)
- Josef Carda – Carda Retarda (Sporťák Telenovin, Reportér zpráv, Moderátor Snídaně s nohou)
- Veronika Žilková – Paní Veronika (Televizní rosnička, Moderátorka počasí)
- Michal Suchánek – Jarda Kopeček (Bývalý tramvaják)
- Richard Genzer – Milada Kopečková (Taxikářka)
- Josef Carda – Marcel Kopeček (Úchyl)
- Veronika Žilková – Pavlína Kopečková (Děvka)
- Pavel Kikinčuk – Květoslav Untermiller (Manžel Pavlíny)
- Michal Suchánek – Ctirad Macháně (Důchodce)
- Richard Genzer – Zbyšek Nývlt (Důchodce)
- Josef Carda – Bradek Kohn (Reportér)
- Richard Genzer – Přemet Prkenná Podlaha (Kutil)
- Michal Suchánek – Bohumil Bohomil Prtko (Moderátor Archivního tajemství)
- Michal Suchánek – Vojtíšek Kmoch (Moderátor Snídaně s nohou)
- Richard Genzer – Policista (Dopravní zpravodaj)
- Richard Genzer – Bratr sokol Saša (Sportovec)
- Michal Suchánek – Bratr sokol Slávek (Sportovec)
- Josef Carda – Evžen Jouda (Reportér)
- Veronika Žilková – Helena Jouda (Reportérka)
- Michal Suchánek – Bob „Šourek“ (Moderátor Telekrámu)
- Richard Genzer – Tom „Pičus“ (Moderátor Telekrámu)
- Michal Suchánek – Fanda Trotl (Reportér)
- Richard Genzer – Pavel Maršoun (Reportér)
- Michal Suchánek – Pepča Hlína (Reportér)
- Veronika Žilková – Olga Píšková (Cvičitelka)
- Josef Carda – Bezejmenný moderátor diskusního pořadu Luxfery (Moderátor)
- Richard Genzer – mjr. kpt. Bohuslav Bombaj (Detektiv)
- Josef Carda – Poručík Kapitán Hof (Detektiv)
- Michal Suchánek – Vláďa Hluk (Premiér)
- Michal Suchánek – Karel Gott (Moderátor)
- Veronika Žilková – Ling Vyhul (Vietnamka)
- Josef Carda – Bukva Bukvatyr (Mongol)
- Richard Genzer – Šimon Pánev (gay)
- Michal Suchánek – Robin Rameno (gay)
- Richard Genzer – MUDr. Smrček (lékař)
- Michal Suchánek – MUDr. Hrdlička (lékař)
- Richard Genzer – Horyna (Myslivec)
- Michal Suchánek – Pavlík (Syn Horyny)
- Michal Suchánek – poručík Uculelembo (Detektiv)
- Josef Carda – seržant Miller (Policista)
- Michal Suchánek – Jirka Lemra (Moderátor Řetka)
- Josef Carda – Bohdan Majer (Moderátor Spichu)
- Richard Genzer – Jáma ABCD (Moderátor Spodku)
- Veronika Žilková – Cucurucuců (Chudá dívka)
- Richard Genzer – Dona Pičunda Blanka (Vymaštěná indiánka)
- Michal Suchánek – Don Poblítos (Šmejd)
- Josef Carda – Pančo Villa (Revolucionář a Osel)
- Michal Suchánek – Voloďa Cangasero (Voják)
- Josef Carda – Doktor Burritos (Doktor)
- Josef Carda – Don Maccupiccu (Indián)
- Richard Genzer – De La Busola (Komisař)
- Richard Genzer – JUDr. Vincezno Makalůso (Advokát)
- Richard Genzer – Pako Kaskadéro (Prezident)